# Productividad total de los factores
La productividad total de los factores (PTF o TFP del inglés Total Factor Productivity) es la diferencia entre la tasa de crecimiento de la producción y la tasa ponderada de incremento de los factores (trabajo, capital, ...). La PTF constituye una medida del efecto de las economías de escala, en que la producción total crece más que proporcionalmente al aumentar la cantidad de cada factor productivo.

## Condicionantes de la PTF
Una interpretación común es que la productividad total de los factores (PTF) es una medida del efecto favorable de circunstancias que no intervienen directamente como factores de producción. Por ejemplo, un hecho comúnmente aceptado es que un año con buen tiempo tiende a acabar con un nivel de producción más alto, debido entre otros efectos a que la producción agrícola puede verse favorecida. Una variable como el tiempo atmosférico que no está incluido entre los factores de producción es una variable que afectaría a la PTF.
Igualmente se considera que la mejora tecnológica y el aumento de eficiencia son dos de las variables que más contribuyen a la PTF. La mejora tecnológica tendría externalidades positivas que contribuirían indirectamente al aumento de la producción.

## Cálculo de la PTF

### Forma (cuasi)lineal de la función de producción
Consideremos la producción total (Y) como una función de los factores capital (K) y trabajo (L), por lo que podemos escribir, en forma (cuasi)lineal donde:

{\displaystyle f(\cdot ,\cdot )}, es la función de producción total.
{\displaystyle \kappa (\cdot ,\cdot )}, es la participación del capital en la producción total, expresada en tanto por uno.
{\displaystyle \lambda (\cdot ,\cdot )}, es la participación del trabajo en la producción total, expresada en tanto por uno.
Si se desarrolla en serie de Taylor hasta primer orden la producción se obtiene:

{\displaystyle \Delta Y\approx (\kappa +\kappa _{K}'K+\lambda _{K}'L)\Delta K+(\lambda +\kappa _{L}'K+\lambda _{L}'L)\Delta L\,}

De donde resulta inmediato calcular el incremento de la producción y la PTF: 

{\displaystyle {\frac {\Delta Y}{Y}}\approx \left({\frac {\kappa K}{\kappa K+\lambda L}}\right){\frac {\Delta K}{K}}+\left({\frac {\lambda L}{\kappa K+\lambda L}}\right){\frac {\Delta L}{L}}+{\begin{matrix}\\\underbrace {{\frac {\kappa _{K}'K+\lambda _{K}'L}{\kappa K+\lambda L}}\Delta K+{\frac {\kappa _{L}'K+\lambda _{L}'L}{\kappa K+\lambda L}}\Delta L} \\PTF\end{matrix}}}

El primer coeficiente en el primer término del segundo miembro representa la participación del capital en la renta nacional, el segundo término contiene la participación del trabajo y el tercer término analiza la PTF como un efecto de escala de los incrementos del capital y el trabajo.

### Función de producción de Cobb-Douglas
Frecuentemente se presupone que la función de producción puede representarse de manera empíricamente adecuada como una función de producción Cobb-Douglas con rendimientos constantes de escala:

{\displaystyle Y=AK^{\alpha }L^{1-\alpha }\,}

Donde:
{\displaystyle K,L\,}, son las cantidades total de capital físico y trabajo usadas en la economía.
{\displaystyle \alpha \,}, es la proporción de capital usada en el capital físico.
{\displaystyle A\,}, es una función del resto de factores productivos como la tecnología, la cualidad de la mano de obra, etc.
En términos de esta función de producción el incremento de la producción puede expresarse como:

{\displaystyle {\frac {\Delta Y}{Y}}\approx \alpha {\frac {\Delta K}{K}}+(1-\alpha ){\frac {\Delta L}{L}}+{\begin{matrix}\\\underbrace {\frac {\Delta A}{A}} \\PTF\end{matrix}}}

Por lo que con esta función de producción los factores que incrementan el factor A de la función de Cobb-Douglas son los responsables de la PTF, lo cual significa que ese factor sería una función de los condicionantes tecnológicos, climáticos y otros que condicionan la PTF.

## Efectos de la PTF
Frecuentemente se considera que la productividad total de los factores (PTF) dirige el crecimiento económico, aunque el trabajo y la inversión influyen en el crecimiento, se estima que la PTF es responsable de alrededor del 60% del crecimiento en la mayoría de economías.
Sin embargo, la "crítica de Cambridge" se dirige hacia esta concepción de la PTF y otros aspectos de la contabilidad del crecimiento. Y por eso algunos economistas consideran que muchas ideas sobre la PTF son erróneas.
La PTF se calcula como un residuo no explicado por el incremento proporcional de los factores y por tanto es una variable dependiente de las estimaciones de otros componentes de la producción. Un estudio de 2005 sobre capital humano trató de corregir la debilidad de las estimaciones en el factor trabajo redefiniendo las estimaciones de ese factor a través de la "calidad" del trabajo. Específicamente, cuando se consideraba el número de años de educación formal de la mano de obra, lo cual está relacionado de alguna manera con la "calidad" de la mano de obra, las estimaciones de la PTF resultaron ser substancialmente menores. Ese hecho pone en dificultades los métodos usados para medir la PTF o para afirmar su independencia de los factores de producción.

## Crecimiento de la PTF en diferentes países
La siguiente tabla presenta el crecimiento de la productividad total de los factores (PTF) de los Estados miembros de la Unión Europea y de Estados Unidos en el período 1975-2002:
|                | 1975-1985 | 1985-1990 | 1990-1995 | 1995-2002 |
| -------------- | --------- | --------- | --------- | --------- |
| Irlanda        | 1,8       | 2,9       | 2,6       | 4,0       |
| Finlandia      | 1,5       | 2,0       | 1,8       | 3,3       |
| Grecia         | -0,2      | -0,1      | 0,1       | 1,9       |
| Suecia         | 0,5       | -0,8      | 1,7       | 1,9       |
| Portugal       | 1,8       | 3,6       | 1,3       | 1,8       |
| Luxemburgo     | 1,6       | 3,1       | 1,9       | 1,6       |
| Austria        | 1,3       | 1,9       | 1,5       | 1,5       |
| Bélgica        | 1,3       | 1,6       | 0,8       | 1,2       |
| Reino Unido    | 1,6       | 1,3       | 1,7       | 1,2       |
| Dinamarca      | 1,2       | 0,5       | 2,0       | 1,2       |
| Francia        | 1,4       | 1,7       | 0,6       | 1,1       |
| Holanda        | 1,1       | 1,1       | 1,0       | 1,1       |
| Italia         | 1,3       | 1,5       | 1,2       | 0,7       |
| Alemania       | 1,2       | 1,7       | 1,1       | 0,7       |
| España         | 1,6       | 1,0       | 0,6       | 0,5       |
| Unión Europea  | 1,4       | 1,5       | 1,1       | 1,0       |
| Estados Unidos | 1,0       | 0,9       | 0,9       | 1,5       |